# Courmayeur Ladies Open
Il Courmayeur Ladies Open è stato un torneo di tennis femminile, facente parte del WTA Tour 250, giocato a Courmayeur, su campi in cemento indoor del Courmayeur Sport Center. Nell'ottobre 2021 si è giocata la sua prima ed unica edizione.

## Albo d'oro

### Singolare
| Anno | Campionessa | Finalista    | Punteggio   |
| ---- | ----------- | ------------ | ----------- |
| 2021 | Donna Vekić | Clara Tauson | 7–6(3), 6–2 |

### Doppio
| Anno | Campionesse             | Finaliste              | Punteggio        |
| ---- | ----------------------- | ---------------------- | ---------------- |
| 2021 | Wang Xinyu Zheng Saisai | Eri Hozumi Zhang Shuai | 6–4, 3–6, [10–5] |